# ويبستر إيتكن
ويبستر إيتكن (بالإنجليزية: Webster Aitken)‏ هو عازف بيانو أمريكي، ولد في 17 يونيو 1908 في لوس أنجلوس في الولايات المتحدة، وتوفي في 11 مايو 1981 في سانتا فيه في الولايات المتحدة.